# Ставри Хаджихаров
Ставри Х. Хаджихаров (на гръцки: Σταύρος Χατζηχαρίσης, Χατζηχαρίσης, Ставрос Хадзихарисис, Хаджихарис) е гъркомански революционер, деец на Гръцката въоръжена пропаганда в Македония от началото на XX век.

## Биография
Ставри Хаджихаров е роден през 1882 година във воденското село Острово, тогава в Османската империя. Става гръцки учител и се присъединява към гръцката пропаганда като агент от втори ред. Прави свръзка с гръцкото консулство в периода 1903-1908 година, а през 1906 година заедно със съселяните си Пандо Тодоров (Панделис Теодору) и Христо Стоянов убиват българския деец Тане. Умира през 1957 година в Острово.